# Le Bosc-Roger-en-Roumois
Le Bosc-Roger-en-Roumois è un ex comune francese di 3 278 abitanti situato nel dipartimento dell'Eure nella regione della Normandia. Dal 1º gennaio 2017 è stato accorpato al comune di Bosnormand per formare il nuovo comune di Bosroumois, di cui è divenuto comune delegato.

## Società

### Evoluzione demografica
Abitanti censiti